# Nikolaj Rakov
Nikolaj Petrovitj Rakov (russisk: Никола́й Петро́вич Ра́ков, tr. Nikoláj Petróvitj Rákov; født 14. marts 1908 i Kaluga, Det Russiske Kejserrige, død 3. november 1990 i Moskva, Sovjetunionen) var en russisk komponist, violinist, dirigent, lærer og professor.
Rakov blev undervist af Reinhold Gliere og Sergej Vasilenko på Moskva musikkonservatorium. Han blev efter endt eksamen ansat som lærer og senere professor i orkestration.
Han skrev fire symfonier, orkesterværker, fire klaverkoncerter, to violinkoncerter, kammermusik og klaverstykker.
Rakov var en ultrakonservativ komponist, som komponerede i romantisk stil med inspiration fra Aleksandr Glasunov og Pjotr Tjajkovskij, han blev dog senere inspireret af neoklassisk stil
Han har undervist bl.a. Edison Denisov, Boris Tjajkovskij, Alfred Schnittke og Nikolaj Pejko.

## Udvalgte værker
- Symfoni nr. 1 (1940) - for orkester
- Symfoni nr. 2 "Ungdom" (1957) - for strygeorkester
- Symfoni nr. 3  "Lille Symfoni" (1962) - for orkester
- Symfoni nr. 4 (1973) - for orkester
- Sinfonietta (1958) - for strygeorkester
- Stor suite (1931) - for orkester
- 4 Klaverkoncerter (1969-1977) - for klaver og orkester
- 2 Violinkoncerter (1944, 1963) - for violin og orkester
- 4 Sonater (1959-1973) - for klaver
- 15 Sonatiner (1950, 1954, 1956, 1964, 1970, 1970, 1971, 1971, 1972, 1972, 1972, 1972, 1975, 1975, 1976)